# Tomás Caballero Pastor
Tomás Caballero Pastor (Alfaro, La Rioja, 25 de febrer de 1935 - Pamplona, 6 de maig de 1998) va ser un sindicalista i polític navarrès d'Unió del Poble Navarrès. Va viure la seva infància a Tudela. Als 18 anys comença la seva vida professional a Iberdrola, i dos anys després és traslladat a Pamplona. El 1963, presideix el Sindicat Sectorial de l'Energia i el 1967 és escollit President del Consell de Treballadors de Navarra, càrrec que ocupa fins a 1974, en una candidatura alternativa a l'oficial i donada suport pel seu sindicat, Unió Sindical Obrera, i per Comissions Obreres, que per aquell temps practicaven una estratègia d'infiltració en l'estructura del Sindicat Vertical franquista.
Entra en la vida política el 1971 com a regidor de l'Ajuntament de Pamplona en el bloc dels anomenats regidors "socials". El 1976 assumeix l'ajuntament accidental fins a mitjans de 1977, data en la qual dimiteix per a presentar-se a les primeres eleccions generals pel Front Navarrès Independent, partit que va fracassar en les seves aspiracions. Com fet destacable, durant el seu ajuntament es va procedir a hissar la ikurriña, recentment legalitzada, al costat de la resta de banderes oficials. Després del fracàs del Front Navarrès Independent, abandonà la política activa durant uns anys i seguí lligat al sindicalisme independent d'inspiració cristiana (a través d'Unió Sindical Obrera) fins a 1987. El 1986 es presenta com candidat en les llistes del Partit Reformista Democràtic, sense obtenir resultats destacats.
El 1984 és elegit president de la societat esportiva-cultural Oberena, funció que ocupa durant deu anys, fins a 1994. El 1995 torna a l'Ajuntament de Pamplona com a independent en les files d'Unió del Poble Navarrès, convertint-se en portaveu del grup municipal, després de la marxa del llavors portaveu, Santiago Cervera, al Govern de Navarra. El 6 de maig de 1998, morí víctima d'un atemptat terrorista d'ETA quan sortia per a anar a treballar al seu despatx municipal. El seu trasllat i soterrament van suposar, juntament amb els actes contra l'assassinat de Miguel Ángel Blanco, una de les majors manifestacions de duel de la història de Pamplona, provocant entre molts ex companys veterans d'acció política de la transició democràtica espanyola que estaven situats en l'òrbita i militància d'Herri Batasuna (com l'exregidor d'HB José Antonio López Cristobal, Patxi Zabaleta o Miguel Angel Muez) una forta reacció de condemna contra ETA i, en molts casos, una ruptura total amb HB i ETA.
Tomás Caballero estava casat i tenia cinc fills. Un dels seus fills, Javier Caballero, va ser degà del Col·legi d'Advocats de Pamplona i és actualment vicepresident segon i conseller de justícia del Govern de Navarra de UPN. Una altra de les seves filles, Mar Caballero Martínez fou escollida al Senat dins les llistes d'UPN-PP a les Eleccions generals espanyoles de 2008.